# Roelof Wolter Herman van Broeckhuysen
Roelof Wolter Herman baron van Broeckhuysen (Epe, 20 mei 1774 – Harderwijk, 20 november 1833) was een Nederlandse politicus van adellijke afkomst. Hij trouwde op 23 maart 1799 te Utrecht met Charlotta Sophia baronesse van Heeckeren. 
Hij was eerst wethouder en later (1814-1815) burgemeester van Harderwijk. Ook was hij ontvanger der domeinen te Harderwijk. Later werd hij lid van de Staten van Gelderland op 8 juli 1823 als stedelijk afgevaardigde van Harderwijk (tot in 1825) en vervolgens vanaf 1826 als behorende tot de ridderschap, tot aan zijn overlijden in 1833.